# Tokugawa Ieyoshi
Tokugawa Ieyoshi (徳川 家慶, 22 de junho de 1793 – 27 de julho de 1853) foi o décimo segundo xogum do Xogunato Tokugawa do Japão. Foi o segundo filho do xogum Tokugawa Ienari.
Foi nomeado xogum em 1837 depois da morte de seu pai. Encarregou Mizuno Tadakuni na elaboração da reforma Tenpō. Ficou surpreso depois da chegada dos navios de Matthew Perry na baía de Tokio em 1853. Pouco depois, ficou doente e morreu.